# Anders Hellant
Anders Hellant ou en  français André Hélant né le 30 novembre 1717 à Pello et mort le 23 novembre 1789 à Tornio, est un homme d'affaires, astronome et physicien suédois. 
Il a voyagé en compagnie de Maupertuis et Anders Celsius lors d'une expédition géodésique en Laponie ayant pour but de connaître la forme réelle de la Terre. Parlant le français, le finnois et le lapon, c'est un interprète idéal pour Maupertuis.

## Biographie
Les parents de André Hellant étaient des Lapons du nord de l'actuelle Finlande, alors partie du royaume de Suède. Il est repéré pour ses passions pour l'aventure et l'astronomie, son intelligence pour la science et son intérêt pour la langue française. Il meurt célibataire à Tornio sans descendance officielle.
Il étudie à Uppsala l'astronomie et la physique.
Le XVIIIe siècle marque son âge d'or pour la ville de Tornio, avec la visite de nombreuses expéditions scientifiques en route pour les régions polaires, mais aussi le début de son déclin, avec la modification des flux commerciaux. Hellant participe à l'une de ces expéditions les plus notables, menée par le français Pierre Louis Moreau de Maupertuis en 1736-1737, en compagnie d'Anders Celsius, avec pour but d'aller mesurer le degré de la rivière Torne. Hellant rencontre à cette occasion Christine et Élisabeth Planström à Tornio. La ville est déplacée à deux reprises vers l'aval de la rivière en raison de l'isostasie.
En 1742, il est nommé juge adjoint de la Laponie. Entre 1744 et 1748, Anders devient membre de l'Académie royale des sciences de Suède. Il écrit une vingtaine de traités, publiés par celle-ci. Avec Anders Celsius, il fait partie des premiers à attirer l'attention sur les progrès de la qualité de vie dans les actuelles Finlande et Suède malgré les tensions entre la Suède et la Russie. 
De 1756 à 1762, il gère l'économie de la Laponie. Il continue à faire des observations météorologiques, ainsi que des mesures magnétiques et astronomiques. 